# ふぇありーているず!
ふぇありーているず！は、2018年4月10日に結成された日本の女性アイドル・グループ。所属事務所はぷろてぃエンターテインメント。現在のコンセプトは「エレクトリカルアイドル」。かつては「おとぎの国から飛び出した ロックバンドアイドル」をコンセプトに掲げていた。略称は、ふぇ！。

## 概要
- 2018年4月10日、12人のメンバーで結成される。
- 2019年3月19日、美ヶ野まゆな が束縛彼女のアンバサダーに就任
- 2019年4月6日、MNL48の1stコンサートにOAとして出演
- 2019年6月5日、ばにら が舞台「アリスインデッドリースクール学園・NAGOYA」に出演
- 2019年9月14日、映画「セイキマツブルー」の完成記念ライブに出演予定
- 2019年10月19日、TOKYO MX音ボケPOPSに津々楽いちは、美ヶ野まゆな、白石うらん、綺月梨乃が出演
- 2019年11月1.2日、フィリピンで開催されるCOSLANDIA2019へ出演[1]
- 2020年初旬、綺月梨乃 が映画「セイキマツブルー」に出演予定
- 2021年12月22日、ふぇありーているず！ONEMANLIVE『御伽の国の舞踏会 ～Shall we Rock？～』開催
- 2022年5月25日、ふぇありーているず！4周年 Anniversary Liveをダイアモンドホールにて開催。
- 2023年1月～3月にかけて初の東名阪ツアーを開催。
- 2023年6月19日、ふぇありーているず！5周年 Anniversary LiveをZepp Nagoyaにて開催。
- 2023年9月～12月にかけて初の全国ツアーを開催。
- 2024年6月24日、ふぇありーているず！6周年 Anniversary LiveをZepp Nagoyaにて開催。
- 2025年6月4日、ふぇありーているず！7周年 Anniversary Liveを岡谷鋼機名古屋公会堂にて開催。

## 略歴[2]

### 2018年
- 2月9日、メンバー募集開始日、メンバー募集終了。応募総数40人
- 3月5日、合否発表 13人合格
- 4月10日、公式Twitter開設。星奈ゆりか、日向りり、夢原あこ、美ヶ野まゆな、ばにら、星野るな、わかめかな(現：メカ・ワカメ)、黒咲夢吏、白咲芽依、津々楽いちは、えむ、片平夏芽で結成
- 5月20日、上記の12名がステージデビュー(フェアリーテイルズ名古屋)
- 6月21日、プロジェクトティー アイドル部としてメンバー募集開始
- 7月1日、ラジオ「FluoLightArchとふぇありーているず！のFlield Jack」放送開始
- 7月24日、ふぇありーているず！定期公演vol.1
- 8月2日、ダウンタウンDXにて紹介
- 8月6日、片平夏芽、白咲芽依 脱退
- 8月12日、日本武道館にて発電ライブ
- 8月25日、ふぇありーているず！定期公演vol.2
- 9月10日、ふぇありーているず！定期公演vol.3
- 10月18日、プロジェクトティー単独公演
　2019年2月16日に単独ミッションライブの開催が決定。
- 10月31日、星奈ゆりか 卒業
- 11月24日、ふぇありーているず！定期公演番外編『平成最後の熱血大運動会』開催
- 12月26日、投票システム導入

### 2019年
- 1月31日、ふぇありーているず！定期公演vol.4
- 2月16日、単独ミッションライブ
- 2月16日、日向りり（ソロへ）、夢原あこ（令和☆フェアリーへ） 卒業
- 2月16日、白石うらん、甘宮くるみ、夢咲あかり（候補生） 加入
- 2月16日、わかめかな が メカ・ワカメ に改名
- 3月2日、えむ 卒業
- 3月18日、黒咲夢吏 活動辞退
- 4月6日、MNL48の1stコンサートにOAとして出演[3]
- 4月9日、春風タペストリー、約束、告白大作戦のリリース済みの楽曲が各配信サイト（レコチョク等）にて配信開始
- 5月20日、ふぇありーているず！1st Anniversary LIVE 開催。新衣装お披露目。夢咲あかりが正規メンバーに昇格。綺月梨乃（候補生）加入。
- 6月5日、ばにら が舞台「アリスインデッドリースクール学園・NAGOYA」に出演[4]
- 6月23日、プロジェクトティーソロ曲争奪カラオケバトルにて美ヶ野まゆな、白石うらんがソロ曲を獲得
- 7月6日、同日のイベントにてTwitterのリプ返が解禁
- 8月17日、ふぇありーているず！4期候補生募集開始
- 8月21日、ふぇありーているず！定期公演vol.5
- 8月31日、甘宮くるみ 卒業
- 9月14日、新宿アルタKeyStudioにてMNL48と2マンライブ。Sky is the limit(cry cry cry)が映画セイキマツブルーの主題歌に決定したと発表。
- 9月23日、ばにら 卒業
- 9月27日、ふぇありーているず！定期公演vol.6
- 10月1日、綺月梨乃 正規メンバーに昇格
- 10月13日、津々楽すずは（候補生） 加入
- 10月19日、東京MX音ボケPOPS出演（同日ゲスト=LOVE、pimm's）[5]
- 11月1・2日、フィリピンで開催されるCOSLANDIA2019へ出演
- 11月10日、城乃佑奈（候補生） 加入
- 11月26日、TWC2019（東京ウイメンズコレクション）にて20代の部、準グランプリ受賞（綺月梨乃）
- 12月6日、千葉テレビにて放送予定の九藏喵窩（中国語版）（じょうざんみゃおうお）日本語版のエンディング曲とCV（白石うらん、津々楽いちは）担当、バラエティレギュラー出演（白石うらん）を発表[6][7]
- 12月29日、ふぇありーているず！定期公演vol.7

### 2020年
- 1月1日、「勇敢な少年少女たちへ」「星屑ミルキーウェイ」「約束 version 2019」配信開始
- 1月18日、ふぇありーているず！定期公演vol.8
- 1月20日、星野るな 卒業[8]
- 1月26日、NEXT IDOL GRANDPLIX2020 名古屋予選準決勝リーグ開始
- 1月12日、NEXT IDOL GRANDPLIX2020 名古屋予選準決勝リーグ終了、3位通過
- 2月15日、NEXT IDOL GRANDPLIX2020 名古屋予選決勝リーグ開始
- 3月6日、NEXT IDOL GRANDPLIX2020 名古屋予選決勝リーグ終了、暫定1位[9]
- 3月21日、メカ・ワカメ 卒業
- 3月28日、令和最初の熱血大運動会 定期公演番外編
- 5月24日、2ndワンマンライブ延期
- 5月25日、城乃佑奈 卒業[10]
- 6月2日、矢口真里の火曜THE NIGHT生出演（夢咲あかり、白石うらん）
- 6月9日、夢咲あかり、ミスいちごIDOLオーディションイベント1位獲得
- 6月27日、朝比奈ゆい（候補生）加入[11]
- 7月5日、NEXT IDOL GRANDPLIX2020 名古屋予選決勝大会フェス、GRANDPLIX獲得
- 7月10日、三重テレビ「加藤タクヤは感動したい！」に白石うらんがレギュラー出演
- 11月17日、1stシングル「青空分岐点」発売
- 11月24日、矢口真里の火曜THE NIGHT 出演（夢咲あかり、白石うらん、津々楽いちは）
- 12月31日、東海のイイとこみんな教えて！ロンブー淳のスマホ旅 出演（白石うらん、夢咲あかり）

### 2021年
- 2月24日、夢咲このか（候補生） 加入
- 8月25日、1stアルバム「御伽の国と7人のお姫様」発売
- 8月31日、矢口真里の火曜THE NIGHT出演（夢咲あかり、白石うらん）
- 12月22日、ふぇありーているず！ONEMANLIVE「御伽の国の舞踏会 ～Shall we Rock？～」開催
- 12月22日、2ndアルバム「御伽の国の舞踏会 ～Shall we Rock？～」発売
- 12月22日、津々楽すずは が 津々楽すぅ。 に改名
- 12月23日、夢咲このか 正規メンバーに昇格

### 2022年
- 1月21日、出席カード 特典内容を変更
- 2月23日、IDOLFILE×ロフト名古屋「IDOL MARKET」参加
- 2月19日、メンバー全員にソロ曲がもらえることが決定
- 3月20日、熱血！春の大運動会
- 3月24日、ふぇありーているず！ONEMANLIVE「御伽の国の舞踏会 ～Shall we Rock？～」DVD発売（受注生産）
- 4月16日、びわ湖放送「勇さんのびわ湖カンパニー」に白石うらんが月一レギュラーとして出演
- 5月1日、夢咲あかり 自身の生誕祭でソロ曲「Wednesday Lover」を初披露
- 5月12日、ふぇありーているず！Youtube チャンネル登録者数1000人突破
- 5月21日、アイドル専門メディア「セカイベ」掲載
- 5月25日、ふぇありーているず！4周年AnniversaryLIVE 開催
- 5月25日、ファン名称が女子「ふぇあらぶ！」男子「ふぇぶ！」に決定
- 6月14日、物販レギュレーションを変更。
- 7月23日、喫茶マウンテンのアンバサダーに就任。
- 9月10日、第91回せともの祭にゲスト出演。
- 9月12日、メンバー候補生の募集を開始。
- 10月4日、矢口真里の火曜THE NIGHT ログインゲスト出演（白石うらん）
- 11月22日、7thシングル「まじdeはっぴぃウェディングメタモルフォーゼ→シンデレラソングっ！！！」発売
- 12月9日、綺月梨乃 自身の主催ライブでソロ曲「ただし乙女は止まらない」を初披露
- 12月14日、矢口真里の火曜THE NIGHT ログインゲスト出演（夢咲あかり）

### 2023年
- 1月6日、ふぇありーているず！東名阪ツアーin東京 開催
- 2月5日、夢咲このか 自身の生誕ライブでソロ曲「闇ニ光レ。」を初披露
- 2月15日、美ヶ野まゆな が 美ヶ野まゆな大スキ！！♡" に改名（同年3月15日まで[12]）
- 2月25日、ふぇありーているず！東名阪ツアーin大阪 開催
- 3月10日、夢咲あかり YouTubeチャンネル 更新開始
- 3月29日、ふぇありーているず！東名阪ツアーin名古屋 開催
- 4月20日、津々楽すぅ。自身の主催ライブでソロ曲「熊猫に捧げる愛之歌」を初披露
- 4月26日、白石うらん 初のワンマンライブ 開催
- 4月28日、美ヶ野まゆな 自身の主催ライブでソロ曲「ルピナス」を初披露
- 6月19日、ふぇありーているず！5周年AnniversaryLIVE 開催
- 6月19日、3rdアルバム「御伽の国への招待状」発売
- 8月22日、津々楽いちは 自身の生誕ライブでソロ曲を初披露
- 9月3日、津々楽すぅ。 卒業[13]
- 9月10日、初の全国ツアー「シルク・ドゥ・ふぇ！」をこの日より開催。12月13日まで全国10会場を回る予定。
- 9月23日、堀梨恵が11月5日より加入されることが発表される。
- 11月5日、堀梨恵 加入
- 12月13日、全国ツアー「シルク・ドゥ・ふぇ！」の千秋楽で2回目となるZepp Nagoyaでのライブを開催。
- 12月13日、グループコンセプトを「エレクトリカルアイドル」に変更。

### 2024年
- 1月18日、夢咲あかりが4月28日をもって卒業することが発表される[14]。
- 3月12日、真野紗奈が5月8日より加入されることが発表される。
- 4月11日、YouTubeの登録者数が10万人を突破。
- 4月28日、夢咲あかり 卒業
- 5月1日、YouTube登録者数10万人突破記念の銀の盾が届いたことが報告される。
- 5月8日、真野紗奈 加入。
- 5月26日、YouTubeの登録者数が50万人を突破。
- 6月24日、ふぇありーているず！6周年AnniversaryLIVE 開催。
- 6月24日、4thアルバム『エレクトリカルクエスト〜導かれし者たち〜』をリリース。
- 7月3日、物販レギュレーションを変更。
- 12月30日、ふぇありーているず！として4度目となるZeppNagoyaでのワンマンライブ「エレクトリカルクエスト〜そして伝説へ…〜」を開催。
- 12月30日、足太ぺんたとのスペシャルユニット「ふぇありーているず！ with ぺんた」の結成が発表される。

### 2025年
- 2月7日、堀梨恵 卒業
- 5月15日、公式YouTube登録者数100万人突破。
- 6月4日、ふぇありーているず！7周年AnniversaryLIVEが名古屋市公会堂で開催された。
- 7月3日、美ヶ野まゆなが8月2日をもって卒業することが発表される[15]。

- 8月2日、美ヶ野まゆな 卒業
- 8月4日、佐倉ひなたが8月9日にプレデビュー、9月21日より正式加入されることが発表される。

## メンバー
| 名前          | よみ            | 愛称               | 担当カラー         | 生年月日               | 血液型 | 出身地 | Twitter                                     | TikTok                                 | Instagram                                    | 備考                 |
| ------------- | --------------- | ------------------ | ------------------ | ---------------------- | ------ | ------ | ------------------------------------------- | -------------------------------------- | -------------------------------------------- | -------------------- |
| 津々楽 いちは | つづら いちは   | いちは             | 青                 | 1999年4月14日（26歳）  | AB型   | 香川県 | 津々楽いちは (@tsudura_ft) - X（旧Twitter） | 津々楽いちは (@tsuduraichiha) - TikTok | 津々楽いちは (@tsuduraichiha) - Instagram    |                      |
| 白石 うらん   | しらいし うらん | うーたん           | プリンセスピンク   | 1997年11月27日（27歳） | O型    | 愛知県 | 白石うらん (@shiraishi_ft) - X（旧Twitter） | 白石うらん (@shiraisi_ft) - TikTok     | 白石うらん (@uran.1127) - Instagram          |                      |
| 綺月 梨乃     | はづき りの     | りのちゃん         | パールホワイト     | 1999年2月28日（26歳）  | O型    | 愛知県 | 綺月梨乃 (@Rino_ft) - X（旧Twitter）        | 綺月梨乃 (@rrinnon) - TikTok           | 綺月梨乃 (@_milkboy) - Instagram             |                      |
| 夢咲 このか   | ゆめさき このか | このちゃん         | ヴァンパイアレッド | 2003年1月30日（22歳）  | O型    | 愛知県 | 夢咲このか (@y_konoka_pt) - X（旧Twitter）  | 夢咲このか (@y_konoka_pt) - TikTok     | 夢咲このか (@y_konoka_pt) - Instagram        |                      |
| 真野 紗奈     | まの さな       | まのちゃん、まにょ | きゅるりんイエロー | 2000年10月23日（24歳） | AB型   | 愛知県 | 真野紗奈 (@manosana_pt) - X（旧Twitter）    | 真野紗奈 (@manosana23) - TikTok        | 真野紗奈 (@manyo._.sana) - Instagram         | 元アイドル教室       |
| 佐倉 ひなた   | さくら ひなた   | なのだ             | わんわんオレンジ   | 2004年12月14日（20歳） |        |        | 佐倉ひなた (@nanoda_pt) - X（旧Twitter）    | 佐倉ひなた (@nanoda_1214) - TikTok     | 佐倉ひなた (@hinata_nanoda_1214) - Instagram | 元アストリーのうさぎ |

### 元メンバー
| 名前          | よみ            | 愛称         | 担当カラー               | 生年月日               | 血液型 | 出身地 | 備考 |
| ------------- | --------------- | ------------ | ------------------------ | ---------------------- | ------ | ------ | --- |
| 片平 夏芽     | かたひら なつめ | ひらめ       | サーフグリーン           | 1996年12月24日（28歳） |        | 愛知県 | 2018年8月6日卒業。 |
| 白咲 芽依     | しろさき めい   | めいめい     | 白                       | 2001年2月5日（24歳）   |        | 愛知県 | 2018年8月6日卒業。 |
| 星奈 ゆりか   | ほしな ゆりか   | ゆりか       | 元気色                   | 1998年12月8日（26歳）  |        | 愛知県 | 2018年10月31日卒業。 卒業後、HOT DOG CATに加入（楪カヲル）。 |
| 日向 りり     | ひなた りり     | りっぷる     | バニーピンク             | 1996年4月17日（29歳）  |        | 岐阜県 | 2019年2月16日卒業。 元「煌めき☆アンフォレント」の小日向りぃり。 卒業後、フリーで活動。 |
| 夢原 あこ     | ゆめはら あこ   | あこち       | ふわふわピンク           | 2000年10月17日（24歳） |        | 愛知県 | 2019年2月16日卒業。 卒業後、同事務所令和☆フェアリーへ移籍。 後に誰もシラナイに加入。（愛狩ノア） |
| えむ          | えむ            | えむた       | 黒                       | 1999年8月18日（25歳）  |        | 愛知県 | 2019年3月2日卒業。 |
| 黒咲 夢吏     | くろさき ゆめり | ゆめ         | 紫                       | 2000年9月24日（24歳）  |        | 愛知県 | 2019年3月18日活動辞退。 脱退後、フリーで活動。（赤羽夢吏） |
| 甘宮 くるみ   | あまみや くるみ | くるみん     | 水色                     | 2001年9月7日（23歳）   |        | 愛知県 | 2019年8月31日卒業。 |
| ばにら        | ばにら          | ばにら       | アイボリーよりのホワイト | 2002年8月20日（22歳）  |        | 愛知県 | 2019年9月23日卒業。 |
| 星野 るな     | ほしの るな     | るなちゃん   | ローズレッド             | ????年12月24日         | A型    | 愛知県 | 2020年1月20日卒業。 KABUKIMONO'DOGsに所属。 メルトライト加入後、点染テンセイ少女。に移籍。 2021年5月27日卒業。 2024年4月9日に星愛るな名義でぷろてぃ研究生となり、4年ぶりに事務所に復帰。同年10月よりふるふるしっぽ？に研究生として加入。 |
| メカ・ワカメ  | めか わかめ     | わかめ、メカ | ぬめぬめみどり           | 1999年3月25日（26歳）  | B型    | 三重県 | 2020年3月21日卒業。 |
| 城乃 佑奈     | しろの ゆな     | ゆなち       | 白                       | 1999年12月16日（25歳） | A型    | 長野県 | 2020年5月25日卒業。 |
| 朝比奈ゆい    | あさひな ゆい   | ゆい         | 赤                       | 1994年1月1日（31歳）   |        |        | 2021年卒業。 元ヤンチャン学園NAGOYA 卒業後、同事務所ふるふるしっぽ？へ移籍。 |
| 津々楽 すぅ。 | つづら すぅ     | すぅちゃん   | ひまわりいえろー         | 2004年6月23日（21歳）  | AB型   | 香川県 | 2023年9月3日卒業。事務所には引き続き在籍してソロ活動を継続。 2021年12月22日までは津々楽すずは名義で活動。 |
| 夢咲 あかり   | ゆめさき あかり | あかりん     | ビタミンオレンジ         | 1997年4月23日（28歳）  | A型    | 愛知県 | 2024年4月28日卒業。2025年1月末に事務所を退所。 |
| 堀 梨恵       | ほり りえ       | ほりー       | ドラゴングリーン         | 1997年4月11日（28歳）  | AB型   | 愛知県 | 元アイドル教室。 2025年2月7日卒業。卒業後は事務所を退所しソロで音楽活動を継続。 |
| 美ヶ野 まゆな | みけの まゆな   | みけのん     | ラベンダー               | 1995年5月26日（30歳）  | A型    | 愛知県 | 2025年8月2日卒業。 |

## 作品

### タイアップ
| 年     | 楽曲                                                              | タイアップ |
| ------ | ----------------------------------------------------------------- | --- |
| 2019年 | Sky is the limit(Cry Cry Cry)                                     | 映画「セイキマツブルー」主題歌 |
| 2020年 | 虎視眈々TURN                                                      | 「あけぼのリース産業」CMソング |
| 2020年 | 青空分岐点                                                        | テレビ東京音楽番組「TUNE」エンディングテーマ テレビ南海放送「和牛のA4ランクを召し上がれ！」エンディングテーマ ファミリーマート MIX FAM 店内放送 |
| 2021年 | じゃんけんぽんde恋愛中                                            | 関西テレビ「かまいたちの机上の空論城」エンディングテーマ ファミリーマート MIX FAM 店内放送 ラウンドワン マルチスクリーン大画面映像              |
| 2022年 | まじdeはっぴぃウェディング♡メタモルフォーゼ→シンデレラソングっ!!! | MBSテレビ「ミキBASE」エンディング・テーマ ファミリーマート MIX FAM 店内放送                                                                     |
| 2023年 | 好機到来レボリューション                                          | 関西テレビ「火曜は全力!華大さんと千鳥くん」エンディングテーマ                                                                                   |

### 楽曲
| #  | タイトル                                                             | 初披露日       | 作詞               | 作曲                                   | 編曲               | 振付                          | 備考           |
| -- | -------------------------------------------------------------------- | -------------- | ------------------ | -------------------------------------- | ------------------ | ----------------------------- | -------------- |
| 01 | 春風タペストリー                                                     | 2018年5月20日  | 橋本ねこ           | 橋本ねこ                               | 鈴木裕哉           | サニー                        |                |
| 02 | 約束                                                                 | 2018年7月24日  | mimimy             | J.K≒3.0                                | J.K≒3.0            | サニー                        |                |
| 03 | 告白大作戦                                                           | 2018年7月24日  | mimimy             | J.K≒3.0                                | J.K≒3.0            | 旧振付：メンバー 新振付：ォラ |                |
| 04 | 勇敢な少年少女たちへ                                                 | 2018年*月**日  | bassy              | bassy                                  |                    | あまいまりぽ                  |                |
| 05 | 星屑ミルキーウェイ                                                   | 2018年11月29日 | mimimy             | KO-HEY                                 |                    | サニー                        |                |
| 06 | TRUE ENDING STORY                                                    | 2019年1月31日  | mimimy             | J.K≒3.0                                |                    |                               |                |
| 07 | 秘密のノート                                                         | 2019年2月16日  | mimimy             | Aoi Furuya                             |                    | メンバー                      |                |
| 08 | ダンシングチャイナ                                                   | 2019年5月20日  | mimimy             | J.K≒3.0                                | J.K≒3.0            | あまいまりぽ                  |                |
| 09 | ドリームテール                                                       | 2019年8月21日  | ka2                | ka2                                    |                    |                               |                |
| 10 | Sky is the limit(Cry Cry Cry)                                        | 2019年9月14日  | 早川博隆           | 早川博隆                               | 早川博隆・Tsubasa  |                               |                |
| 11 | ピーカンサマー                                                       | 2019年9月27日  | 山本メーコ         | bassy                                  |                    | あまいまりぽ                  |                |
| 12 | あのね                                                               | 2019年12月29日 | 天下のちゃんゆき   | J.K≒3.0                                | J.K≒3.0            | メンバー                      |                |
| 13 | 虎視眈々TURN                                                         | 2020年7月3日   | 帷子ゆき           | Re:nG                                  |                    |                               |                |
| 14 | リアルぶったフェイクなんか蹴っ飛ばして                               | 2020年8月23日  | Sachiko            | 元Fear, and Loathing in Las Vegas Sxun |                    | ォラ                          |                |
| 15 | 青空分岐点                                                           | 2020年9月12日  | 早川博隆           | 早川博隆・Tsubasa                      | 早川博隆・Tsubasa  |                               |                |
| 16 | じゃんけんぽんde恋愛中                                               | 2021年3月10日  | 渡邉俊彦           | 渡邉俊彦                               |                    | 足太ぺんた                    |                |
| 17 | マリオネットは恋をするのか                                           | 2021年7月28日  | 渡邉俊彦           | 渡邉俊彦                               | 渡邉俊彦           |                               |                |
| 18 | ジッタードール症候群                                                 | 2021年9月24日  | mimimy             | UPER                                   |                    | CHIKAKO                       |                |
| 19 | 革命少女                                                             | 2021年11月3日  | Ryuichi Okamoto    | Ryuichi Okamoto                        | Ryuichi Okamoto    | 足太ぺんた                    |                |
| 20 | 切なさこえて                                                         | 2021年12月8日  | 早川博隆           | 早川博隆・Tsubasa                      | 早川博隆・Tsubasa  | 足太ぺんた                    |                |
| 21 | I＝愛＝会                                                            | 2022年12月22日 | DJ金魚／いづこの子 | KOJI oba                               |                    | ォラ                          |                |
| 22 | ageチューーーン                                                      | 2021年12月22日 | SACHIKO            | Sxun                                   | Sxun               | CHIKAKO                       |                |
| 23 | まじdeはっぴぃウェディング♡メタモルフォーゼ→シンデレラソングっ！！！ | 2022年5月25日  | 渡邉俊彦           | 渡邉俊彦                               |                    | 足太ぺんた                    |                |
| 24 | 好機到来レボリューション                                             | 2022年10月30日 | Koshin-Shimazaki   | りめな                                 | りめな             | 足太ぺんた                    |                |
| 25 | イラリカ                                                             | 2023年1月06日  | りめな             | りめな                                 | りめな             | 足太ぺんた                    |                |
| 26 | パラレルLOVE                                                         | 2023年2月25日  | Koshin-Shimazaki   | りめな                                 | りめな             | 足太ぺんた                    |                |
| 27 | 君恋～君に恋をしてから～                                             | 2023年3月29日  | 早川博隆・中原徹也 | 早川博隆・加藤祐平                     | 早川博隆・加藤祐平 | 足太ぺんた                    |                |
| 28 | 大切な君へ                                                           | 2023年3月29日  | 天下のちゃんゆき   | りめな                                 | りめな             | メンバー                      |                |
| 29 | ようこそマスカレイド                                                 | 2023年6月19日  |                    |                                        |                    | 足太ぺんた                    |                |
| 30 | 衝動Ambition                                                         | 2023年6月19日  | 早川博隆・中原徹也 | 早川博隆・藤長陽太                     | 藤長陽太           | ォラ                          |                |
| 31 | 言の葉satellite                                                      | 2023年6月19日  | 蒼月まりか         | りめな                                 | りめな             | 足太ぺんた                    |                |
| 32 | ピュアモノローグ                                                     | 2023年6月19日  | 大山恭子           | 渡邉俊彦                               |                    | ォラ                          |                |
| 33 | フォーリン・エンジェル                                               | 2023年9月24日  |                    |                                        |                    | 足太ぺんた                    |                |
| 34 | 電光石火！                                                           | 2023年11月5日  | ハマダコウキ       | ハマダコウキ                           |                    | ォラ                          |                |
| 35 | 日進月歩                                                             | 2024年5月8日   | ハマダコウキ       | ハマダコウキ                           |                    | 足太ぺんた                    |                |
| 36 | LOVELOVELOVELOVELOVEばきゅーんっ！                                   | 2024年6月24日  |                    |                                        |                    |                               |                |
| 37 | ピピッとコンテニュー                                                 | 2024年6月24日  |                    |                                        |                    |                               |                |
| 38 | きゅるるん桃源郷♡                                                    | 2024年6月24日  |                    |                                        |                    |                               |                |
| 39 | キミが好き                                                           | 2024年9月30日  | 鈴木まなか         | サイサキ                               |                    | 足太ぺんた                    |                |
| 40 | Spooktacular                                                         | 2024年10月9日  | 蒼月まりか         | りめな                                 |                    | 足太ぺんた                    | アルバム未収録 |
| 41 | Bachelor                                                             | 2024年12月30日 |                    |                                        |                    |                               |                |
| 42 | 天邪鬼デイズ                                                         | 2024年12月30日 |                    |                                        |                    |                               | アルバム未収録 |
| 43 | この素晴らしき                                                       | 2024年12月30日 |                    |                                        |                    |                               | アルバム未収録 |
| 44 | どうでもいいとかいわないで！                                         | 2025年6月4日   | ハマダコウキ       | ハマダコウキ                           |                    | ォラ                          | アルバム未収録 |
| 45 | ネオンビート                                                         | 2025年6月4日   |                    | 内田直孝＆岸明平                       | 内田直孝＆岸明平   | 足太ぺんた                    | アルバム未収録 |

## 出演

### テレビ
- 音ボケPOPS（2019年10月19日、TOKYO MX）- 津々楽いちは、美ヶ野まゆな、白石うらん、綺月梨乃 のみ出演
- 九藏喵窩（じょうざんみゃおうお）（2020年1月5日、千葉テレ）
- 加藤タクヤは感動したい!（2020年7月10日 - 2023年3月10日、三重テレビ放送）- 白石うらん のみ出演
- 勇さんのびわ湖カンパニー（2022年4月16日 - 、びわ湖放送）- 白石うらん のみ出演、第3週レギュラー
- 全力!脱力タイムズ（2023年11月3日、フジテレビ）- 白石うらん のみ出演
- 知多半島まるごとガイド ちたまる（知多メディアスネットワーク）- 毎月第1週に堀梨恵のみ出演（アイドル教室在籍時から継続、卒業後も出演継続）
- PS純金（2025年2月28日、中京テレビ）

### テレビCM
- あけぼのリース産業（イメージキャラクター、CMソング）
- かんてい局（夢咲このかのみ、CMソング）

### 映画
- セイキマツブルー（2020年初旬公開予定） - 綺月梨乃 のみ出演[16]

### ラジオ
- FluoLightArchとふぇありーているず！のFlield Jack（2018年7月1日 - 2018年12月30日、FM80.7MHz・豊橋81.3MHz）- レギュラー出演。
- FluoLightArchとProject-tのFlield Jack（2019年1月6日 - 2019年7月28日、FM80.7MHz・豊橋81.3MHz）- レギュラー出演
- IDOL☆BANQUET（2022年4月13日、MID-FM）- 白石うらんがゲスト出演。
- G-Stage（2023年2月28日、FMいちのみや）- 夢咲あかりがゲスト出演。
- 裏・月刊バスケットボールFUN（ - 2024年12月18日、MID-FM）- 堀梨恵がパーソナリティーを担当（アイドル教室在籍時から継続）
- 笑活834（メディアスエフエム）- 堀梨恵が木曜パーソナリティーを担当
- Beat Around 834 サテライトFLASH（2024年4月 - 6月、メディアスエフエム） - ふぇありーているず！メンバー3名が交代で出演。
- 彦野利勝のウニャウニャウニャウニャ（シャチホコアズーリFM）- 堀梨恵のみ出演、卒業後も2025年4月まで出演

### 舞台
- アリスインプロジェクト「アリスインデッドリースクール楽園・NAGOYA」風組（2019年6月6日 - 10日、うりんこ劇場） - ばにら：緑浜塔蘭 役
- 演弗企画vol.1「HANA-BANA ～咲き散りともに遊び候～」（2021年2月9日 - 11日、サウンドノート名古屋） - 津々楽いちは、美ヶ野まゆな、白石うらん、夢咲あかり のみ出演。
- 演弗企画vol.2「GOLD/ESCAPE ～骸重ねて手を叩け～」（2021年6月8日 - 10日、サウンドノート名古屋） - 津々楽いちは、美ヶ野まゆな、白石うらん、夢咲あかり、夢咲このか のみ出演。
- 演弗企画vol.3「心獣露漫 ～触れたら仕舞い～」（2022年3月29日 - 31日、サウンドノート名古屋） - 津々楽いちは、白石うらん、夢咲このか のみ出演。
- 演弗企画vol.3「心獣露漫 ～触れたら仕舞い～」再演（2022年6月28日、サウンドノート名古屋）- 津々楽いちは、白石うらん、夢咲あかり、夢咲このか のみ出演。
- 演弗企画vol.4「VAMPIRE CINDELELLA ～咬み狂わせのしらべ～」（2024年3月27日 - 29日、サウンドノート名古屋） - 津々楽いちは、白石うらん、綺月梨乃、夢咲このか のみ出演。

### ウェブテレビ
- 矢口真里の火曜The NIGHT （2020年6月3日、11月25日、2021年9月1日、2023年10月4日、2023年12月14日 AbemaTV ） - 6月は夢咲あかり、白石うらん。11月は夢咲あかり、白石うらん、津々楽いちは[17]。2021年9月は夢咲あかり、白石うらん。2023年10月は白石うらん。2023年12月は夢咲あかり。

### ウェブメディア
- マッスルプラス - 美ヶ野まゆな、白石うらん、夢咲あかり のみ出演。
- セカイベ - 美ヶ野まゆな、白石うらん、夢咲あかり のみ出演。[18]
- CBチャンネル - 白石うらん のみ出演。
- 喫茶マウンテン- 数人がランダムで出演。
- サカエチカ - 白石うらん のみ出演。

## 書籍
- 日本映画navi - Vol.83、綺月梨乃 出演
- TRAVAS TOKYOルックブック、津々楽いちは 出演
- May
  - Vol.2、白石うらん 出演
  - Vol.3、津々楽いちは 出演
  - Vol.4、綺月梨乃 出演
  - Vol.5、夢咲このか 出演
  - Vol.6、綺月梨乃、美ヶ野まゆな 出演
  - Vol.7、夢咲あかり 出演
  - Vol.8、津々楽すぅ。出演
- Lien
  - Vol.1、夢咲このか、堀梨恵 出演
  - Vol.5、真野紗奈 出演
  - Vol.8、夢咲このか 出演